# Mariska Hekkers
Mariska Hekkers (maart 1967) is een Nederlands langebaanschaatsster. 
Op 25 december 1991 schaatste Hekkers haar laatste wedstrijd.

## Records

### Persoonlijke records[3]
| Afstand    | Tijd    | Datum           | Baan       |
| ---------- | ------- | --------------- | ---------- |
| 500 meter  | 42,00   | 25 januari 1988 | Heerenveen |
| 1000 meter | 1.25,00 | 20 maart 1987   | Heerenveen |
| 1500 meter | 2.11,20 | 25 januari 1988 | Heerenveen |
| 3000 meter | 4.43,29 | 21 maart 1987   | Heerenveen |
| 5000 meter | 8.24,84 | 20 maart 1986   | Medeo      |